# Millennium (어스, 윈드 & 파이어의 음반)
| 전문가 평가        | 전문가 평가  |
| 평가 점수          | 평가 점수    |
| 출처               | 점수         |
| ------------------ | ------------ |
| AllMusic           | [ 1 ]        |
| Associated Press   | (favourable) |
| Boston Globe       | (favourable) |
| Buffalo News       | [ 4 ]        |
| Orlando Sentinel   | [ 5 ]        |
| Dayton Daily News  | [ 6 ]        |
| Detroit Free Press | (favourable) |
| The Independent    | (favourable) |
| Los Angeles Times  | [ 9 ]        |
| Morning Call       | (favourable) |
| USA Today          | [ 11 ]       |

《Millennium》은 미국의 밴드 어스, 윈드 & 파이어가 1993년 9월 14일, 워너 브라더스 레코드에서 발매한 열여섯 번째 스튜디오 음반이다. 이 음반은 미국 빌보드 톱 R&B 음반 차트 8위, 미국 빌보드 200 39위, 오리콘 음반 차트 18위, 네덜란드 음반 톱 100 29위에 올랐다.  《Millennium》은 또한 일본레코드협회에 의해 일본에서 골드 인증을 받았다.

## 배경
《Millennium》은 워너 브라더스 레코드로 21년 만에 밴드의 복귀를 기념했다. 이 음반은 또한 어스, 윈드 & 파이어의 설립자이자 리더인 모리스 화이트에 의해 제작되었다.
프린스와 로니 로즈와 같은 아티스트들이 음반에 참여했다.

## 싱글
수록곡 〈Sunday Morning〉은 그래미 어워드에서 듀오 또는 그룹이 선정한 최고의 R&B 보컬 퍼포먼스 후보에 올랐다. 싱글로 발매된 이 곡은 빌보드 어덜트 R&B 송 차트에서 10위, 핫 R&B 싱글 차트에서 20위, 어덜트 컨템포러리 차트에서 35위로 정점을 찍었다.
음반 컷 〈Spend the Night〉은 빌보드 어덜트 R&B 송과 핫 R&B/힙합 송 차트에서 각각 36위와 42위에 올랐다.

## 곡 목록
| #   | 제목                                  | 작사·작곡                                        | 재생 시간 |
| --- | ------------------------------------- | ------------------------------------------------ | --------- |
| 1.  | 〈Even If You Wonder〉                | 니키 브라운, 제프리 코언, 존 린드, 모리스 화이트 | 4:38      |
| 2.  | 〈Sunday Morning〉                    | 셸던 레이놀즈, 화이트, 알레 윌리스               | 4:39      |
| 3.  | 〈Blood Brothers〉                    | 브라운, 린드, 브록 월시, 화이트                  | 5:23      |
| 4.  | 〈Kalimba Interlude〉                 | 화이트                                           | 0:31      |
| 5.  | 〈Spend the Night〉                   | 돈 토마스                                        | 4:24      |
| 6.  | 〈Divine〉                            | 필립 베일리, 켄 바켄, 록샌 시먼                  | 4:33      |
| 7.  | 〈Two Hearts〉                        | 버트 배커랙, 베일리, 화이트                      | 5:06      |
| 8.  | 〈Honor the Magic〉                   | 프레디 라벨, 화이트                              | 3:05      |
| 9.  | 〈Love is the Greatest Story〉        | 페이 프리엔버그, 데이비드 로렌스, 화이트         | 4:38      |
| 10. | 〈The "L" Word〉                      | 브라운, 린드, 화이트, 윌리스                     | 4:34      |
| 11. | 〈Just Another Lonely Night〉         | 린다 스톡스, 마이클 스톡스                       | 4:38      |
| 12. | 〈Super Hero〉                        | 프린스                                           | 4:10      |
| 13. | 〈Wouldn't Change a Thing About You〉 | 베일리, 프랭키 블루                              | 4:47      |
| 14. | 〈Love Across the Wire〉              | 베일리, 톰 벨, 화이트                            | 3:34      |
| 15. | 〈Chicago (Chi-Town) Blues〉          | 브라운, 린드, 월시, 화이트                       | 4:58      |
| 16. | 〈Kalimba Blues〉                     | 화이트                                           | 0:35      |

## 인증
| 국가                       | 인증 | 판매량/출하량 |
| -------------------------- | ---- | ------------- |
| 일본 (RIAJ)                | 골드 | 100,000^      |
| ^출하량을 기반으로 한 인증 |      |               |